# José Manuel Mireles Valverde
José Manuel Mireles Valverde (Tepalcatepec, Michoacán de Ocampo; 24 de octubre de 1958-25 de noviembre de 2020) fue un influyente líder político y social mexicano, fundador del movimiento de autodefensa en el estado de Michoacán.
Fue líder de los Grupos de Autodefensas  que lucharon en contra del cártel de los Caballeros Templarios en el estado de Michoacán, México. Míreles emergió como una figura importante dentro de las milicias de autodefensa durante el otoño del 2013, cuando los grupos de autodefensa estaban luchando contra los grupos del crimen organizado conocidos como Caballeros Templarios en los municipios de Tierra Caliente en Michoacán. Autor del libro Todos somos autodefensas.
Míreles describió su motivación para participar en los grupos armados de autodefensa por el abuso del crimen organizado contra él, su familia, y la brutal decapitación de algunos vecinos; así como el embarazo de más de 200 menores de quince años por miembros del crimen organizado, lo cual le hizo tomar las armas junto a sus vecinos a fin de defender  su comunidad en Tepalcatepec.

## Biografía
Inicio sus estudios en la Escuela Médico Militar “donde cursó dos años de la carrera de cirujano (sic)”, desde el 1 de septiembre de 1979 hasta el 31 de agosto de 1981 y en su expediente no existen sanciones.
Estudió la licenciatura como médico cirujano en la Universidad Michoacana de San Nicolás de Hidalgo, posteriormente realizó estudios de maestría sobre VIH/sida en la Cruz Roja de Arizona.
Para agosto de 2018, recibe el  doctorado honoris causa por la Universidad del Norte de Tamaulipas.
Para septiembre de 2018, recibe el  doctorado honoris causa por el Claustro Doctoral Iberoamericano.

## Primeros años
Algunos medios indican que estuvo en la cárcel por producción de marihuana en el año de 1998, sin embargo nunca se ha acreditado dicha aseveración; Míreles ha dicho que su encarcelamiento en 1998 no fue por tráfico de drogas sino por practicar la medicina en Michoacán sin una licencia estatal vigente.
Posteriormente viajó a los Estados Unidos donde trabajó como activista social, recibiendo reconocimiento por la Cruz Roja Americana y el Senado de los Estados Unidos, a su regreso participó activamente en la política lanzándose como candidato al Senado de México en el año 2006.

## Participación en las Autodefensas
Mireles afirmó que él se unió al grupo de autodefensa para proteger a su familia contra los Caballeros Templarios, después de haber sido secuestrado por el cartel que exigía dinero para dejarlo en libertad, y también había asesinado a varios de sus familiares.
El 4 de enero de 2014, Mireles fue herido en un accidente de avión mientras viajaba a la comunidad de Zicuiran, algunos medios indican que fue un atentado en su contra.  Dos semanas más tarde, el gobierno mexicano inició los esfuerzos para controlar la escalada de violencia en Michoacán desplegando el Ejército Mexicano contra los cárteles. Inicialmente un vídeo de Mireles fue publicado en la que instó a los grupos de autodefensa a deponer las armas y cooperar con el ejército. Pero posteriormente apareció en un vídeo diferente en el que afirmó que los grupos de autodefensa no depondrían las armas hasta que el Ejército hubiera tomado medidas para garantizar su seguridad al frenar las actividades del Cartel de los Caballeros Templarios, incluyendo la captura y/o la muerte de los principales líderes del cártel: Servando Gómez Martínez (alias «La Tuta»); Nazario Moreno González (alias «El Chayo»); Enrique Plancarte Solís (alias «El Kike»); Dionicio Loya Plancarte (alias «Tío Nacho»), entre otros. Mireles declaró más tarde en una entrevista con Carmen Aristegui que el primer mensaje fue resultado de una exigencia hecha por funcionarios del gobierno, pidiéndole leer un mensaje escrito por ellos, que luego fue editado para que se viera como si la declaración fuera de su propia opinión. El Secretario de Gobernación Miguel Ángel Osorio Chong negó que el gobierno tuviera algún papel en la producción del mensaje inicial.
En marzo de 2014, el consejo de Autodefensas se distanció de Mireles, indicando que él ya no era un miembro de la dirección ni el portavoz oficial de las Autodefensas en Michoacán. Las funciones anteriores de Mireles fueron adquiridas por su ex guardaespaldas Estanislao Beltrán alias «Papa Pitufo». Otros Autodefensas mantuvieron leales a su antigua facción, al rechazar el liderazgo de Beltrán, después de darse cuenta de que tenía la intención de unirse al Cuerpo de Policía Rural.

## Arresto
El 27 de junio de 2014, Mireles fue detenido con otras 185 personas en Lázaro Cárdenas, Michoacán por el Gobierno del entonces presidente Enrique Peña Nieto por violar la Ley Federal de Armas de Fuego y Explosivos de México. El gobierno se había comprometido a detener a civiles que estaban armados y no formaban parte del Cuerpo de Policía Rural.
Esta acción ocurrió una semana después de una entrevista de televisión en Canal 13 que se vio interrumpida como consecuencia de una llamada telefónica de ordenar la terminación de la entrevista, en la que Mireles estaba denunciando la participación del presidente de México, en las irregularidades de Michoacán.
Después de su arresto, Mireles mandó mensajes a la nación desde la cárcel a través de su abogada Talía Vázquez (y luego de su reemplazante Javier Livas) y de YouTube. En un mensaje publicado en 2015, declaró:

No sólo Manuel Mireles es inocente, sino todos los miembros de Autodefensas que tenían que llevar un arma para defender su hogar, su familia, sus bienes, porque no había nadie para ayudarlos.

En 2016, Mireles presentó al gobierno y a su familia una declaración en video publicada en los medios de comunicación social, en la que dijo: «Quiero pedir disculpas, a través de este mensaje, al gobierno mexicano y a sus instituciones oficiales y no oficiales y a sus estructuras nacionales por no respetarlas con palabras o acciones, por ofenderlas con mis omisiones y desobediencia civil». Los cargos contra él fueron rechazados por el procurador general, sin embargo, Míreles permaneció en la cárcel.
Después de casi 3 años en la prisión, el 11 de mayo de 2017 un juez federal le concedió la libertad tras pagar una fianza de 30 000 pesos y se le condicionó a no salir del estado de Michoacán ni del país.
El 18 de julio de 2018, fue absuelto al considerar que no existían indicios o motivos suficientes para imputarle delito alguno.
Mireles aparece en el documental estadounidense de 2015 Cartel Land.

## Participación en la política
Para 2018, participó de manera activa en favor del entonces candidato a la Presidencia de la República Andrés Manuel López Obrador, en el mismo año fue registrado como candidato  de representación proporcional de Morena para el Congreso local en Michoacán, misma que fue anulada por la Sala Regional del Tribunal Electoral del Poder Judicial de la Federación, Míreles acusó que dicha determinación fue resultado de una revancha por parte del Candidato Presidencial José Antonio Meade Kuribreña  ante comentarios emitidos en su contra.
En febrero de 2019, fue postulado en el Estado de Tamaulipas por más de 20 mil personas para dirigir la Guardia Nacional de México.
Internado desde el 5 de noviembre de 2020 por COVID-19, fallecería, luego de complicaciones, el 25 de noviembre.

## Vida personal
En octubre de 2019, Mireles Valverde se casó con una joven 39 años menor que él, Estephania Valdez García, quien tenía 21 años al momento del matrimonio.